# RTL Group

Az RTL Group logója 2021-ig

Az RTL Group (jelentése: Radio Television Luxembourg; magyarul: RTL Csoport) egy luxemburgi székhelyű nemzetközi médiakonglomerátum, amelynek másik vállalati központja a németországi Kölnben található. A vállalat 68 televíziós csatornát és 31 rádióállomást üzemeltet Németországban, Franciaországban és más európai országokban. Emellett nemzeti streaming platformokat, tartalomgyártást és számos digitális szolgáltatást kínál. Az RTL Group fontos szegmensei az RTL Deutschland, a Groupe M6, a Fremantle és az RTL Nederland.
A vállalatot jelenlegi formájában a Bertelsmann, a Groupe Bruxelles Lambert (GBL) és a Pearson alapította 2000-ben. A németországi Gütersloh városában működő konglomerátum, a Bertelsmann az évek során folyamatosan növelte részesedését az RTL Groupban, és jelenleg a vállalat részvényeinek valamivel több mint 75%-át birtokolja, miután korábban több mint 90%-os részesedéssel rendelkezett. Az RTL Group a Bertelsmann nyolc, tulajdonában lévő részlegének egyike: a Bertelsmann bevételeinek több mint egyharmadáért és működési nyereségének nagy részéért felelős.
Az Európai Műsorsugárzók Uniójának egyik alapító tagja.

## Története

### Történelmi háttér
Az RTL Group gyökerei az 1920-as évekre nyúlnak vissza. Maga a vállalat 1931-ben alakult Compagnie Luxembourgeoise de Radiodiffusion (röviden CLR) néven. Ez volt a világ egyik első magántulajdonú műsorszóró vállalata. A második világháború után a vállalat belevágott a televíziós műsorszórás világába. Ennek az új szolgáltatásnak a tükrében 1954-ben Compagnie Luxembourgeoise de Télédiffusion (CLT) névre keresztelték át. RTL (Radio Télévision Luxembourg) néven a továbbiakban számos európai országban nyújtotta magánműsorszolgáltatási szolgáltatásait. Amikor az 1980-as években liberalizálták az európai médiapiacokat, a televízió egyre fontosabbá vált, és elkezdte megelőzni a rádiót.
Az 1980-as években belga és francia médiavállalatok alkották a CLR és a CLT részvényeseinek többségét. A következő évtizedekben a vállalaton belül és a leányvállalatai között folyamatos konfliktusok zajlottak a többségi tulajdonért. Az 1990-es években végül a Bertelsmann került az élre, miután fokozatosan növelte részesedését a német RTL televíziós csatornában. Az RTL/CLT-vel folytatott jogvitát követően a Bertelsmann 1996. áprilisában bejelentette, hogy az UFA televíziós üzletágainak egyesítését tervezi a CLT-UFA közös vállalatba. Az egyesülési megállapodást 1996. július 8-án írták alá. A CLT igazgatótanácsa december 5-én hagyta jóvá, és a CLT-UFA megalakulása 1997. január 14-én fejeződött be. Ennek eredményeképpen a német televíziós csatornák, mint az RTL Television és a VOX, valamint a nemzetközi műsorszolgáltatók, köztük a francia M6, egy fedél alá kerültek.

### Növekedés és tőzsdeindítás
A CLT-UFA nemcsak organikusan növekedett, hanem számos felvásárlásnak köszönhetően mérete is nőtt. 2000-ben a Bertelsmann és a Pearson bejelentette, hogy tervezik televíziós, rádiós és gyártási tevékenységeiknek összevonását. A két vállalat egyesítette erőit, és létrehozta az RTL Groupot, Európa vezető televíziós csatorna- és rádióállomás-hálózatát, amely globális tartalomgyártási üzletággal rendelkezik, amelyet 2001-ben FremantleMedia-ra (ma Fremantle) neveztek át. Az egyesülés célja az volt, hogy erős európai választ adjon az amerikai médiafölényre.
Az RTL Groupot 2000. július 26-án vezették be először a londoni tőzsdére. A tőzsdén már jegyzett Audiofina meglévő burkolatát használták fel a tőzsdei bevezetéssel járó adminisztratív erőfeszítések egyszerűsítésére. Az RTL Group részvény kibocsátási árát az Audiofina luxemburgi és brüsszeli záróárfolyama alapján számították ki. Az RTL Group részvénye következésképpen az Audiofina tőzsdei jegyzésének helyébe lépett.

### A Bertelsmann általi felvásárlás
Bár a Bertelsmann kezdetben csak kisebbségi részesedéssel rendelkezett az RTL Groupban, a Thomas Middelhoff által vezetett német konglomerátum a csoporton belüli vezető szerepet tűzte ki célul. Miután 2001-ben részvényeket cserélt a Groupe Bruxelles Lamberttel (GBL), a Bertelsmann elérte célját, hogy az RTL Group többségi tulajdonosa legyen, és ezzel biztosította vezető pozícióját az európai televíziós piacon.
Az évek során a Bertelsmann több mint 90%-ra növelte részesedését az RTL Groupban. A Bertelsmann eredeti célja az volt, hogy az adminisztratív költségek csökkentése érdekében teljes tulajdonrészt szerezzen az RTL Groupban, de ez a terv 2007-ben a luxemburgi jog bizonytalanságai miatt meghiúsult. A konglomerátum erre stratégiájának megváltoztatásával reagált, és 2013-ban a frankfurti tőzsdén eladta az RTL Group kisebbségi részesedését, hogy finanszírozni tudja a Bertelsmann növekedését és különösen a digitális átalakulását. A médiabeszámolók pozitívan reagáltak az RTL Group másodlagos tőzsdei bevezetésére és a részvények külső befektetők számára történő hozzáférhetővé tételére.

### Újabb fejlemények
Az RTL Group már 2001-ben is a Bertelsmann bevételének és nyereségének nagy részét adta. A Bertelsmann 2016-ban bevezetett új struktúrájában a vállalat megőrizte fontos divíziós pozícióját. Thomas Rabe, a Bertelsmann elnök-vezérigazgatója 2019. áprilisától egyidejűleg az RTL Group élén is áll. Vezetése alatt a vállalat célja lett az alaptevékenységek megerősítése, helyi streaming szolgáltatások létrehozása és a hirdetési technológiák továbbfejlesztése. Az RTL Group jelenlegi stratégiájában fontos szerepet játszik az európai médiaipar más vállalataival való szövetségek és partnerségek ápolása is.

## Vállalati ügyek
Az RTL Group S.A. a teljes vállalatcsoport anyavállalata. Jogi formája a société anonyme, a luxemburgi jog szerinti részvénytársaság. A luxemburgi cégjegyzékbe 1973. március 29-én jegyezték be. A társaság fő vállalati célja az audiovizuális média fejlesztése, valamint az ugyanezen a területen tevékenykedő más társaságok vezetése és irányítása.

### Listázás
Az RTL Group S.A. nettó értéke jelenleg 191 845 074 euró. A vállalat 154 742 806 névérték nélküli részvényre oszlik, amelyekkel a luxemburgi és a frankfurti tőzsdén kereskednek. Az RTL Group S.A. részvényei szerepelnek a német SDAX-ban, a közepes méretű vállalatok részvényindexében is. Az európai médiaipar ágazati indexében, az SXMP-ben is szerepelnek.
A Bertelsmann az RTL Group S.A. részvényeinek több mint 75%-át birtokolja. A második legnagyobb részvényes a Silchester International Investors, egy londoni székhelyű brit befektetési társaság, amely mintegy 5%-os részesedéssel rendelkezik. Ez a részesedés a csoport szabad részvénycsomagjának részét képezi, amelynek értéke stabilan 20-25% között mozog.

### Menedzsment
Az RTL Group S.A. legfőbb szerve az igazgatótanács, amely a csoport üzleti tevékenységének irányítására és ellenőrzésére jogosult. Az igazgatótanácsnak 13 tagja van; jelenleg tizenegy férfi és két nő tagja az igazgatótanácsnak. Martin Taylor az igazgatótanács elnöke; a többi tag Thomas Götz, Elmar Heggen, Immanuel Hermreck, Bernd Hirsch, Bernd Kundrun, Guillaume de Posch, Thomas Rabe, Jean-Louis Schiltz, Rolf Schmidt-Holtz, James Singh, Bettina Wulf és Lauren Zalaznick.
Az RTL Group operatív tevékenységét Thomas Rabe (vezérigazgató, CEO), Elmar Heggen (operatív igazgató, COO és vezérigazgató-helyettes) és Björn Bauer (pénzügyi igazgató, CFO) irányítja. Együtt alkotják az RTL Group S.A. végrehajtó bizottságát is, amelyet a csoportirányítási bizottság és a műveletirányítási bizottság támogat. Az RTL Group igazgatótanácsainak székhelye Luxemburgban és Kölnben, Németországban található.

### Vállalati központ
Az RTL Group székhelye a kereskedelmi törvények szerint az úgynevezett "RTL City"-ben található, amely a Luxembourg város északkeleti részén, a Kirchberg negyedben, a Boulevard Pierre Frieden-en található. A Bertelsmann eredetileg úgy tervezte, hogy 2017-ben eladja és visszabérli a komplexumot, de végül úgy döntött, hogy határozatlan időre elhalasztja a tranzakciót. A luxemburgi székhely mellett van egy másik vállalati központ is, amely az észak-rajna-vesztfáliai Deutz kölni kerületében található.

### Kulcsadatok
A 2019-es pénzügyi évben az RTL Group mintegy 6,7 milliárd eurós bevételt ért el 1,1 milliárd eurós nyereség mellett. A bevételek főként reklámokból (44% televízió, 4% rádió), tartalomgyártásból (22%), digitális tevékenységekből (16%) és platformüzletekből (6%) származnak. Az RTL Group bevételeinek 32%-át Németországban, 22%-át Franciaországban, 16%-át az Egyesült Államokban, 8%-át Hollandiában, 4%-át Nagy-Britanniában és 3%-át Belgiumban érte el.

## Divíziók
Az RTL Group televíziós csatornákat, rádióállomásokat, streaming platformokat, tartalomgyártást, számos digitális szolgáltatást és reklámértékesítést működtet. Az összes üzleti tevékenységét 14 területhez sorolja. Az RTL Group fő szegmensei az RTL Deutschland, a Groupe M6, a Fremantle és az RTL Nederland. A We Are Era, az RTL Magyarország, az RTL Luxemburg, a SpotX és egyéb üzletágak az "egyéb" szegmensbe tartoznak, akárcsak a csoport kisebbségi részesedése az Atresmediában, egy vezető spanyol médiavállalatban.

### RTL Deutschland
Az RTL Deutschland székhelye Kölnben található, és az RTL Television, a VOX (szórakoztató műsorok), az RTLup, az RTL Nitro, a VOXup és az ntv (hírek) csatornákat üzemelteti, valamint jelentős részesedéssel rendelkezik az RTLZWEI-ban. E csatornák többsége rendelkezik osztrák és svájci változattal, amely lehetővé teszi a nemzetspecifikus reklámok beillesztését. Emellett olyan fizetős csatornákat is kínál, mint az RTL Crime, az RTL Living, az RTL Passion és a GEO Television. A vállalat emellett RTL+ (korábban TV Now) néven streaming szolgáltatást is üzemeltet.
Az RTL Deutschland reklámfelületeit az Ad Alliance reklámcég értékesíti, amely más Bertelsmann vállalatokkal és további partnerekkel is együttműködik. Az RTL Deutschland tagja a Bertelsmann Content Alliance nevű szövetségének is.

### Groupe M6
A Groupe M6 médiaholding székhelye a párizsi Neuilly-sur-Seine-ben található. A vállalat üzemelteti a 6ter, M6 és W9 televíziós csatornákat, a Paris Première és a Téva csatornákat, valamint a Gulli gyermekcsatornát is. Ezekhez a csatornákhoz olyan rádióállomások csatlakoznak, mint az RTL Radio France és a Fun Radio, valamint a 6play streaming szolgáltatás. A Salto, a France Télévisions, a Groupe M6 és a TF1 közös streaming szolgáltatása jelenleg tesztfázisban van. A Groupe M6 leányvállalatai, az M6 Film, az M6 Studio, az SND és a Studio 89 Productions a legismertebb produkciós és filmjogokkal foglalkozó cégek közé tartoznak a francia nyelvű világban. Bár az RTL Group csak kisebbségi részesedéssel rendelkezik a Groupe M6-ban, a tőzsdén jegyzett vállalatot ellenőrzi és konszolidálja a mérlegében. 2021. május 18-án a Groupe M6 és a Groupe TF1 bejelentette, hogy tárgyalásokat kezdtek vállalataik egyesüléséről. 2022. szeptember 16-án viszont hivatalosan is lemondtak az egyesülésről. 2022. szeptember 22-én Thomas Rabe, az RTL Group anyavállalatának, a Bertelsmannnak a vezérigazgatója megerősítette, hogy a Groupe M6 eladósorba került a TF1 Csoporttal való sikertelen fúzió után. 2022. október 3-án az RTL Group azonban megerősítette, hogy nem adja el a Groupe M6-ban lévő részesedését.

### Fremantle
A Fremantle (korábban FremantleMedia) székhelye Londonban található. A 31 országban működő vállalat tartalmakat készít, gyárt és terjeszt az RTL Group műsorszolgáltatói (beleértve a TV-csatornákat és a streaming platformokat) és más ügyfelek, például az Amazon Prime Video és a Netflix számára. Nemcsak filmeket és sorozatokat (például Deutschland 86), hanem műsorokat is gyárt. A Fremantle globális figyelmet keltett olyan tehetségkutató műsoraival, mint a Got Talent és az Idols, amelyeket világszerte számos országban adaptáltak, és olyan népszerű vetélkedők tulajdonosa, mint a The Price Is Right és a Family Feud.

### RTL Nederland
Az RTL Nederland (korábban Holland Media Group) egy holland vállalat, amelynek székhelye Hilversumban van. Televíziós csatornái, az RTL 4, RTL 5, RTL 7, RTL 8, RTL Z, RTL Crime, RTL Lounge és RTL Telekids mind Luxemburgban kiadott engedélyekkel rendelkeznek. Az RTL Nederland üzemelteti a Videoland streaming szolgáltatást és az RTL XL ingyenes streaming szolgáltatást is. 2021 júniusában a Talpa Network és az RTL Nederland bejelentette egyesülési szándékát; az RTL 70%-os, a Talpa pedig 30%-os részesedéssel rendelkezne az új vállalatban, a holland ACM és az Európai Bizottság jóváhagyásától függően. 2022 januárjában a Holland Fogyasztóvédelmi és Piacfelügyeleti Hatóság kijelentette, hogy egyelőre nem tudja jóváhagyni az összefonódást, és hogy további vizsgálatokra van szükség az árra, a minőségre és az innovációra gyakorolt következményekkel kapcsolatban.

## Korábbi divíziók
Az RTL Group vagy elődei korábban más televíziós csatornákban vagy csatornacsaládokban, köztük az RTL Belgium, RTL9, Channel 5, REN TV, RTL Croatia, Alpha TV, RTL 7 és TVI csatornákban működtek vagy rendelkeztek részesedéssel.

### RTL Belgium
Az RTL Belgium székhelye Brüsszelben található, az úgynevezett "RTL House"-ban. Az RTL-TVI televíziós csatorna és a hozzá kapcsolódó csatornák, mint például a Club RTL és a Plug RTL képezik a vállalat üzleti tevékenységének magját. Ezek a csatornák is rendelkeznek Luxemburg által kiadott engedélyekkel, ami számos problémát okoz számukra. Mivel luxemburgi csatornákról van szó, nem ugyanazok a követelmények és törvények vonatkoznak rájuk, mint a belga televíziós csatornákra, ami potenciális problémákat okoz a hűtlen verseny szempontjából. Az RTL Belgium emellett olyan rádióállomásokat is üzemeltet, mint a Bel RTL. Majdnem minden szolgáltatása francia nyelven történik. 2021 júniusában bejelentették, hogy az RTL Belgiumot 250 millió euróért eladják a DPG Media és a Rossel részére, a hatósági jóváhagyástól függően. Az eladásra 2022. március 31-én került sor.

## Kritikák
Megfigyelők többször bírálták az RTL Groupot, hogy "lemaradt a streaming-korszakról". Thomas Rabe, a Bertelsmann elnök-vezérigazgatója erre a kritikára reagálva a nagy verseny jellemezte televíziós piac deregulációja mellett kampányolt, hogy a "Szilícium-völgy óriásaival" szemben nemzeti alternatívák jöhessenek létre.

## Külső linkek
- RTL Group - Official Site